# Dreikampf (Leichtathletik)
Der Dreikampf verbindet die drei Ausrichtungen Laufen, Springen und Werfen der Leichtathletik und ist daher der grundlegende leichtathletische Wettkampf. Vor allem in den Schülerklassen (bis 15 Jahre) hat der Dreikampf einen hohen Stellenwert, so dass einer frühen Spezialisierung entgegengewirkt wird.
Die Wettbewerbe des Dreikampfs im Bereich des DLV sind:
- Lauf (Sprint): 50-Meter-Lauf (bis 11 Jahre), 75-Meter-Lauf (12 und 13 Jahre) oder 100-Meter-Lauf (ab 14 Jahren)
- Sprung: Weitsprung
- Wurf: Ballwurf (Schlagball, bzw. Wurfball bis 15 Jahre) oder Kugelstoß (ab 16 Jahren)

Beim Wurf richten sich die Gewichte (Schlagball 80 g oder Wurfball 200 g, Kugelstoß von 3 kg bis 7,26 kg) nach Alter und Geschlecht. Der Weitsprung wird in Deutschland bis 11 Jahre als Zonenweitsprung durchgeführt, danach wird vom Absprungbalken gemessen.
Viele Schüler kommen im Rahmen der Bundesjugendspiele mit dem leichtathletischen Dreikampf in Berührung. Teilweise werden diese mit abweichender Einteilung der Disziplinen durchgeführt.
Den erzielten Leistungen in den Einzeldisziplinen werden Punkte zugeordnet, die mit Hilfe von Formeln berechnet oder in Tabellen nachgeschlagen werden können. Die Addition der Punkte ergibt die für die Wertung entscheidende Gesamtpunktzahl.
Bei entsprechender Punktzahl kann das Mehrkampfabzeichen erworben werden.
Wenn zu den drei Disziplinen des Dreikampf noch der Hochsprung kommt, spricht man vom Vierkampf, der ebenfalls nur in den Jugendklassen ausgetragen wird.
Eine Erweiterung des Dreikampfs hin zu einem Fünfkampf in den Jugendklassen ist der Blockwettkampf.